# 陳牧
陳 牧（ちん ぼく、? - 25年）は、中国の新代の武将。平林軍の頭領で、後に更始帝（劉玄）政権の重鎮となる。荊州南陽郡平林県の人。

## 事跡

### 平林軍頭領
| 姓名           | 陳牧                          |
| 時代           | 新代                          |
| 生没年         | 生年不詳 - 25年（更始3年）    |
| 字・別号       | 〔不詳〕                      |
| 本貫・出身地等 | 荊州南陽郡平林県              |
| 職官           | 〔平林軍頭領〕→大司空〔更始〕 |
| 爵位・号等     | 陰平王〔更始〕                |
| 陣営・所属等   | 〔独立勢力〕→更始帝           |
| 家族・一族     | 〔不詳〕                      |

地皇3年（22年）に、陳牧は同郷の廖湛と共に千人余りの兵を集め、「平林軍」と号し、王匡らの新市軍に呼応した。この時、劉玄も平林軍に安集掾として加わっている。
さらに劉縯率いる舂陵軍とも連合して宛を目指して進軍したが、連合軍は小長安聚（南陽郡育陽県）の戦いで新の前隊大夫（新制の南陽太守）甄阜・属正（新制の都尉）梁丘賜に敗北した。地皇4年（23年）1月、王常率いる下江軍とも合流し、沘水の戦いで甄阜・梁丘賜を討ち取った。
その後、連合軍においては、劉縯と平林軍出身の劉玄とのいずれを天子として擁立するかが、諸将の間で議論となった。この際に、南陽の士大夫（舂陵の諸将など）と王常は劉縯・陳牧らその他の諸将は劉玄を推している。結局劉縯は、分裂を避けるために、劉玄にその地位を譲った。こうして更始元年（23年）2月、劉玄は更始帝として即位し、陳牧は大司空に任命された。更始2年（24年）2月に、劉玄が長安へ遷都すると、陳牧は陰平王に封じられている。

### 更始帝により誅殺
更始3年（25年）、赤眉軍が長安を目指して西進してくると、陳牧は更始帝の命で同僚の王匡・成丹・趙萌と共に新豊（京兆尹）に駐屯し、これに備えた。ところが長安城内で張卬らが兵変を起こし、更始帝は新豊へ逃亡してくる。猜疑心を募らせた更始帝は、姻戚である趙萌以外の新豊の諸将も張卬の一味ではないかと疑った。そして、陳牧・成丹を呼び出し、これに応じた2人をまとめて誅殺してしまったのである。驚き恐れた王匡は、長安の張卬を頼って逃走した。
少なくとも史書の記述からは、陳牧や成丹が張卬に通じていたという事実は窺えず、おそらくは無実の罪での誅殺だったと思われる。いずれにしても、政権の重鎮、ましてやかつての自分の主君を自らの手で葬り去った更始帝は、さらに自滅への道を突進することになった。